# Министерство образования и исследований Швеции
Министерство просвещения Швеции (швед. Utbildningsdepartementet) ответственно за вопросы, связанные со школами, университетами, колледжами и научными исследованиями.
До 1968 года министерство называлось Министерством по делам церкви. Министр просвещения в 1967—1969 годах — Улоф Пальме. Он отменяет вступительные экзамены.
Министерство расположено по адресу: Дроттнинггатан 16 в центральной части Стокгольма.